# 深瀬記念視覚芸術保存基金
深瀬記念視覚芸術保存基金（ふかせきねん しかくげいじゅつほぞんききん）は、深瀬鋭一郎が1998年に個人で設立し、運営する任意団体。2014年9月3日に閉館した清里現代美術館の旧蔵品を含む、世界10カ国にわたるフルクサス参加アーティストやサポーター、エディションメーカーや音楽レーベル、美術館・図書館の旧蔵作品・蔵書を継承し、アジア・パシフィック地域で最大のフルクサス・コレクションを収蔵している。また、日本の現代美術を中心に、芸術支援を目的とした現代美術の収蔵・貸出・企画を行っている。
- 深瀬記念視覚芸術保存基金